# Teodor Michał Obuchowicz
Teodor Michał Obuchowicz herbu własnego (zm. ok. 1658 roku) – podkomorzy mozyrski. Brat Filipa Kazimierza Obuchowicza.
Porucznik chorągwi husarskiej Aleksandra Gosiewskiego. Był członkiem konfederacji generalnej zawiązanej 16 lipca 1632 roku. Poseł na sejm konwokacyjny 1632 roku
Członek komisji pod kierownictwem Adama Kisiela wyłonionej przez sejm konwokacyjny 1648 do rozmów z Bogdanem Chmielnickim.
Elektor Jana Kazimierza w 1648 r.